# Fong entomopatogen
Un fong entomopatogen és un fong que pot actuar com a paràsit d'insectes i els mata o els inactiva seriosament.

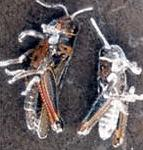
Llangots matats pel fong entomopatogen Beauveria bassiana (Ascomycota: Hypocreales)

## Cicle de vida típic

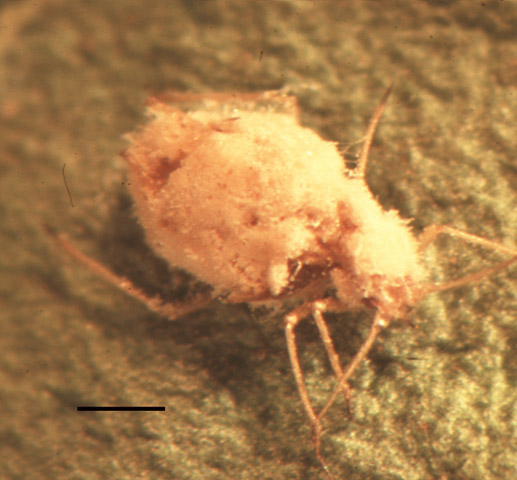
Pugó verd, Myzus persicae, mort pel fong Pandora neoaphidis (Zygomycota: Entomophthorales) Escala de la barra = 0.3 mm.

Aquest tipus de fong ataquen normalment la superfície externa de cos dels insectes per formar espores microscòpiques (nirmalment conidis). Sota les consicions adequades de temperatura i humitat aquestes espores germinen, creixen les hifes i colonitzen la cutícula dels insectes fins a perforar-la i penetrar dins l'insecte on les cèl·lules del fong proliferen ja sia en forma d'hifes o de. protoplasts (segons el fong implicat). Després d'un cert temps l'insecte mor (de vegades per toxines del fong) i es formen nous propàguls (espores) si les condicions ambientals són adequades per l'esporulació.

## Grups
Els fongs entomopatogens no són un grup monofilètic. Molts d'aquests fongs pertanyen a l'ordre Hypocreales dels Ascomycota: la fase asexual (anamorf) Beauveria, Metarhizium, Nomuraea, Paecilomyces = Isaria, Hirsutella i la fase sexual (teleomorf) Cordyceps; altres (Entomophthora, Zoophthora, Pandora, Entomophaga) pertanyen a l'ordre Entomophthorales dels Zygomycota.
Fongs relacionats ataquen altres invertebrats (per exemple els nematodes).

## Lluita biològica
Pel fet que es consideren agents de mortalitat naturals i segurs mediambientalment hi ha interès mundial en utilitzar-los en la lluita biològica contra insectes i altres artròpodes. En particular les fases asexuals d'Ascomycota (Beauveria spp., Lecanicillium lecanii, Metarhizium spp., Paecilomyces spp. i altres) estan sota recerca científica intensa.
Molts fongs entomatopatogens es poden cultivar en medis artificials. Però alguns requereixen medis de cultiu extremadament complexos, altres com Beauveria bassiana i espècies del gènere Metarhizium, cpoden créixer en substrats rics en midó com el cereals (arròs, blat, etc.).
A la natura de vegades aquests fongs són molt virulents.